# Konferens

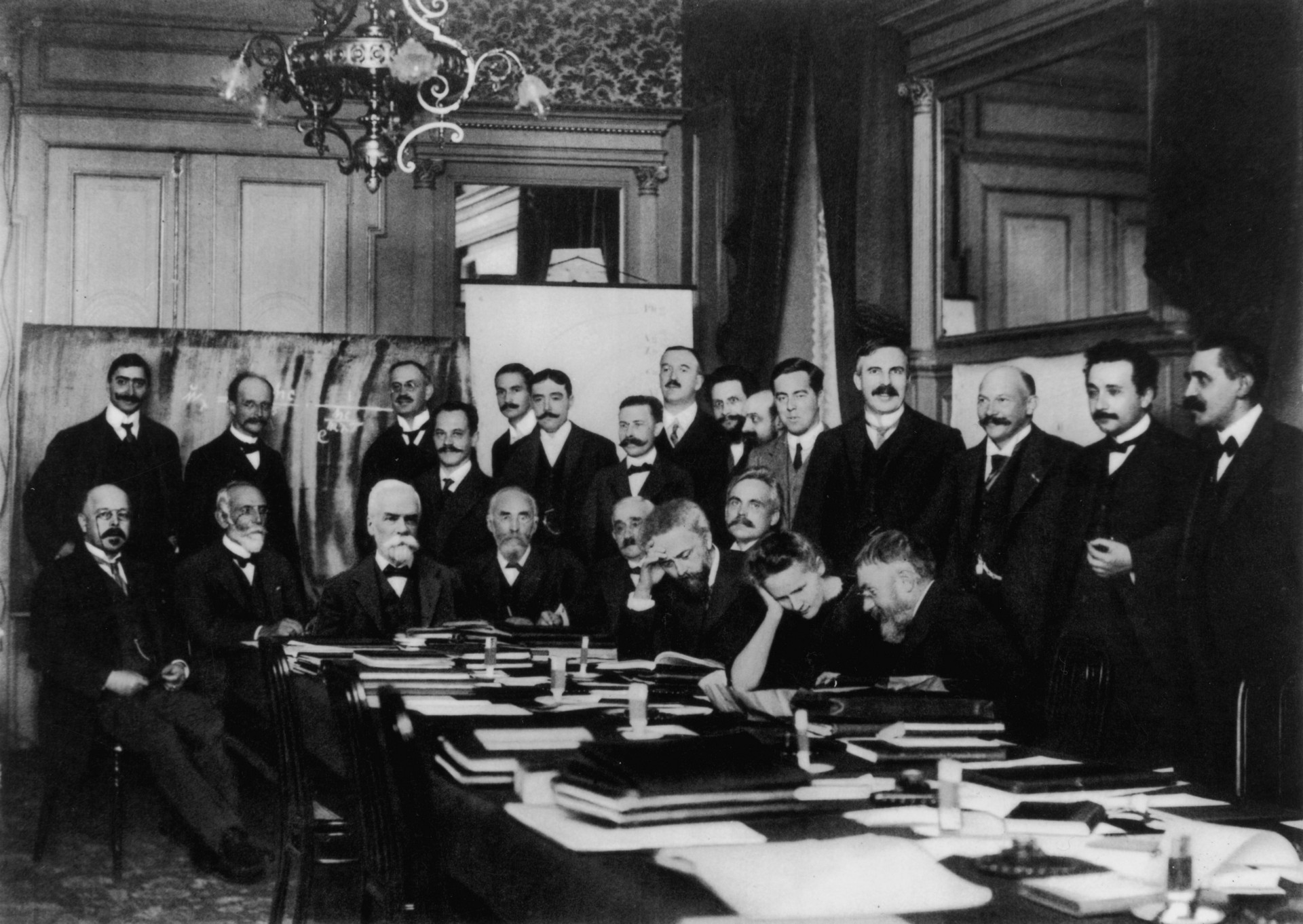
Deltagare i den första Solvay-konferensen 1911 i Bryssel Belgien

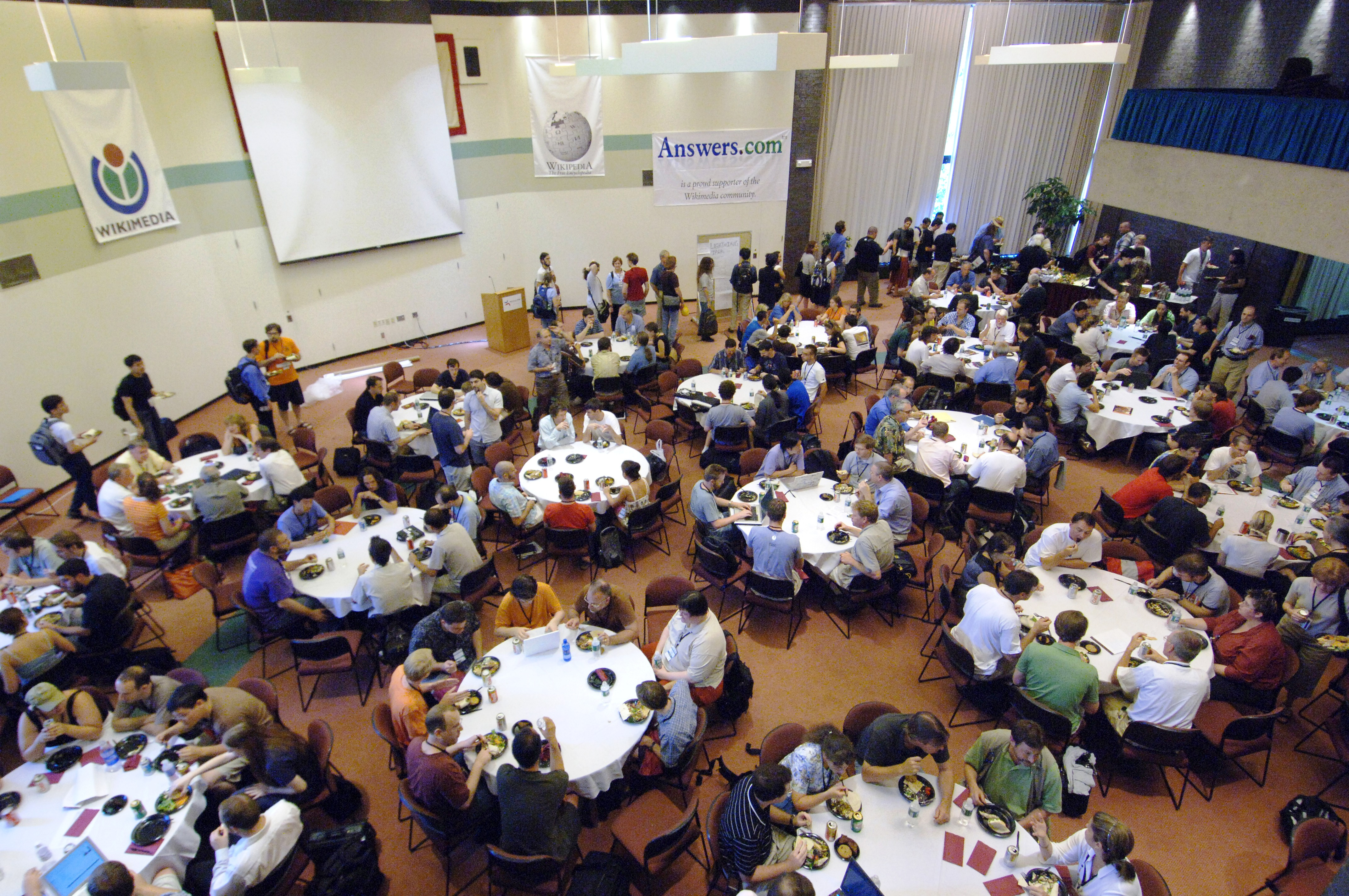
Wikimania, 2006, en internationell årlig konferens för Wikipediagemenskapen, som arrangeras av Wikimedia Foundation

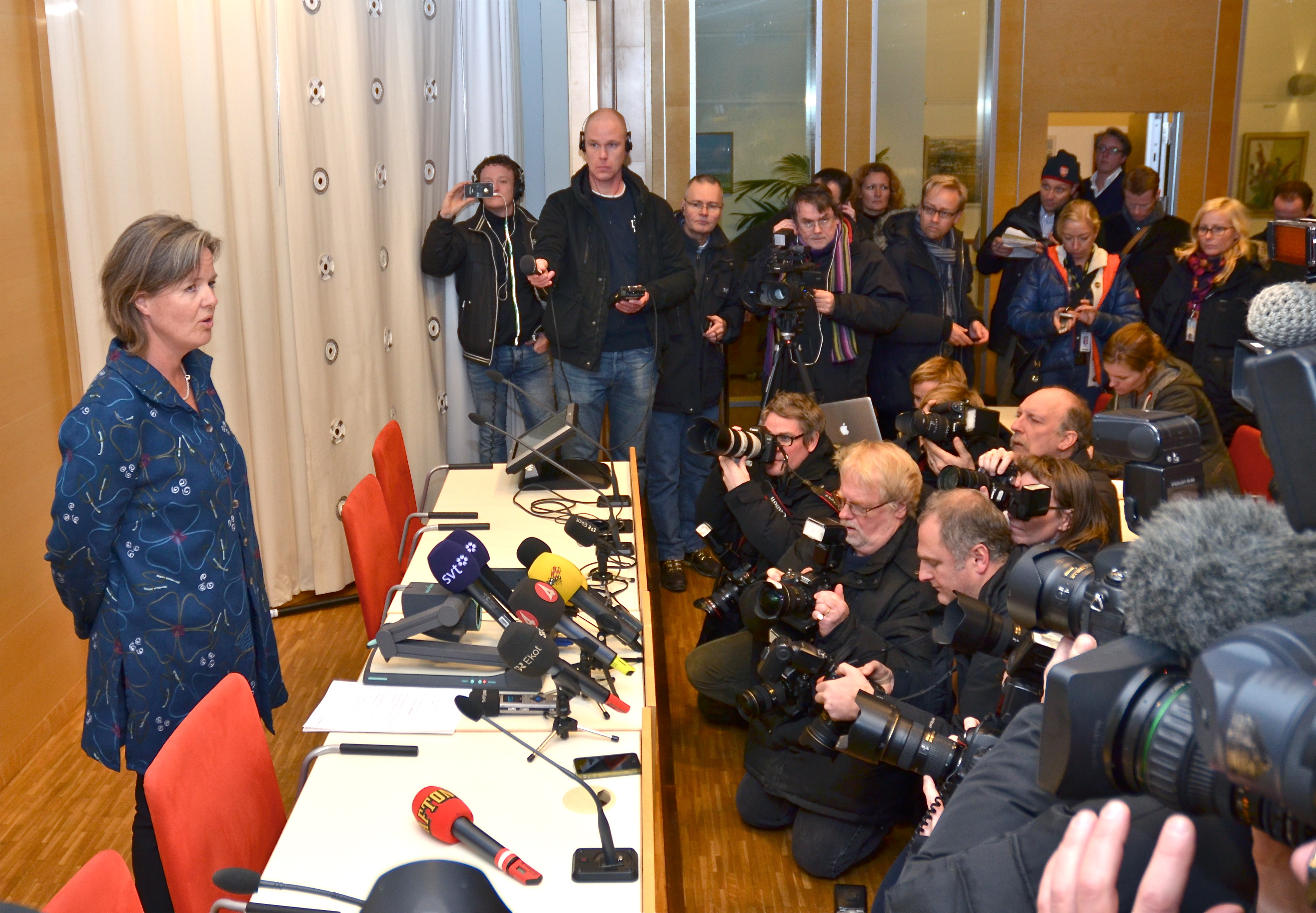
Socialdemokraternas partisekreterare Carin Jämtin håller presskonferens den 20 januari 2012 om att partiledningen i VU har fortsatt förtroende för Håkan Juholt.

En konferens är en förberedd större sammankomst för föredrag och diskussioner. Sammankomsterna ger också möjlighet till att möta kolleger och diskutera med dem vid sidan av den schemalagda delen.
En konferens kan också vara en intern personalkonferens utan externa gäster, där tillfälle ges att arbeta och diskutera med sina kollegor utanför den dagliga verksamheten, till exempel i syfte att optimera sådan daglig verksamhet. 
Konferenser är vanliga för internationella träffar för forskare och också för deltagare i andra intresseorganisationer. En vetenskaplig konferens är ett större arrangemang av internationell klass inom ett forskningsområde. Inbjudan är vanligen öppen för alla som är verksamma inom området. Vid större konferenser kan hundratals sådana presentationer äga rum. De sker samtidigt i olika tematiserade sessionsserier. Deltagande i konferenser av detta slag är en naturlig av en forskares sätt att arbeta för att sprida information och knyta vetenskapliga förbindelser.
Konferenser används också för mindre, publika sammankomster, men vanligare kallas dessa seminarier. Ett seminarium har ett överskådligt antal deltagare , där en deltagare genomför en presentation av något ämne, vilket sedan kritiskt diskuteras av de övriga. Ett seminarium kan också vara en del av en konferens.  
Vetenskapliga resultat presenteras ofta för första gången vid en konferens, en workshop eller ett seminarium.

## Konferensarrangemang
Konferenser arrangeras ofta på särskilda konferensanläggningar. Större konferenser och kongresser brukar ofta arrangeras med hjälp av en konferensarrangör, en så kallad PCO (Professional Conference Organiser).

## Presskonferens
En presskonferens är en presentation som massmedier och journalister inbjuds till av en myndighet, organisation eller ett företag i syfte att lämna information och besvara de frågor som kan tänkas uppkomma. Presskonferensen inleds med att de inbjudande berättar om nyheten. Efteråt finns vanligtvis utrymme för frågor från journalister. 
Presskonferenser utvecklades och etablerades under första världskriget, då de olika militärmyndigheterna ville orientera kring läget på de olika krigsfronterna.

## Uppbyggelsekonferenser
Under sommaren och vid storhelger anordnas uppbyggelsekonferenser av många kristna kyrkor och organisationer. Termen är vanlig i svensk frikyrklighet. Konferenserna är mötesserier med föredrag, gudstjänster och seminarier. Uppbyggelsekonferenser är också semestermål för kristna.
Större kristna konferenser i Sverige är Pingströrelsens Lapplandsveckan och Nyhemsveckan med cirka 10 000 årliga besökare, Svenska Missionskyrkans Hönökonferens med cirka 5 000 besökare om dagen, den ekumeniska Torpkonferensen med cirka 15 000 årliga besökare och Livets Ords Europakonferens med cirka 12 000 besökare om året. Den största kristna konferensen i Norden är Laestadianernas stora sommarmöte i Finland. 2017 hade man 87 000 besökare.

## Idrott
Inom några amerikanska idrotter, som NHL och NFL, är den högsta serien uppdelad i sammanslutningar kallade "Conferences", därför används ordet "konferens" även i den bemärkelsen på dessa och ibland i andra nationella serier.